# Pfarrkirche Texing

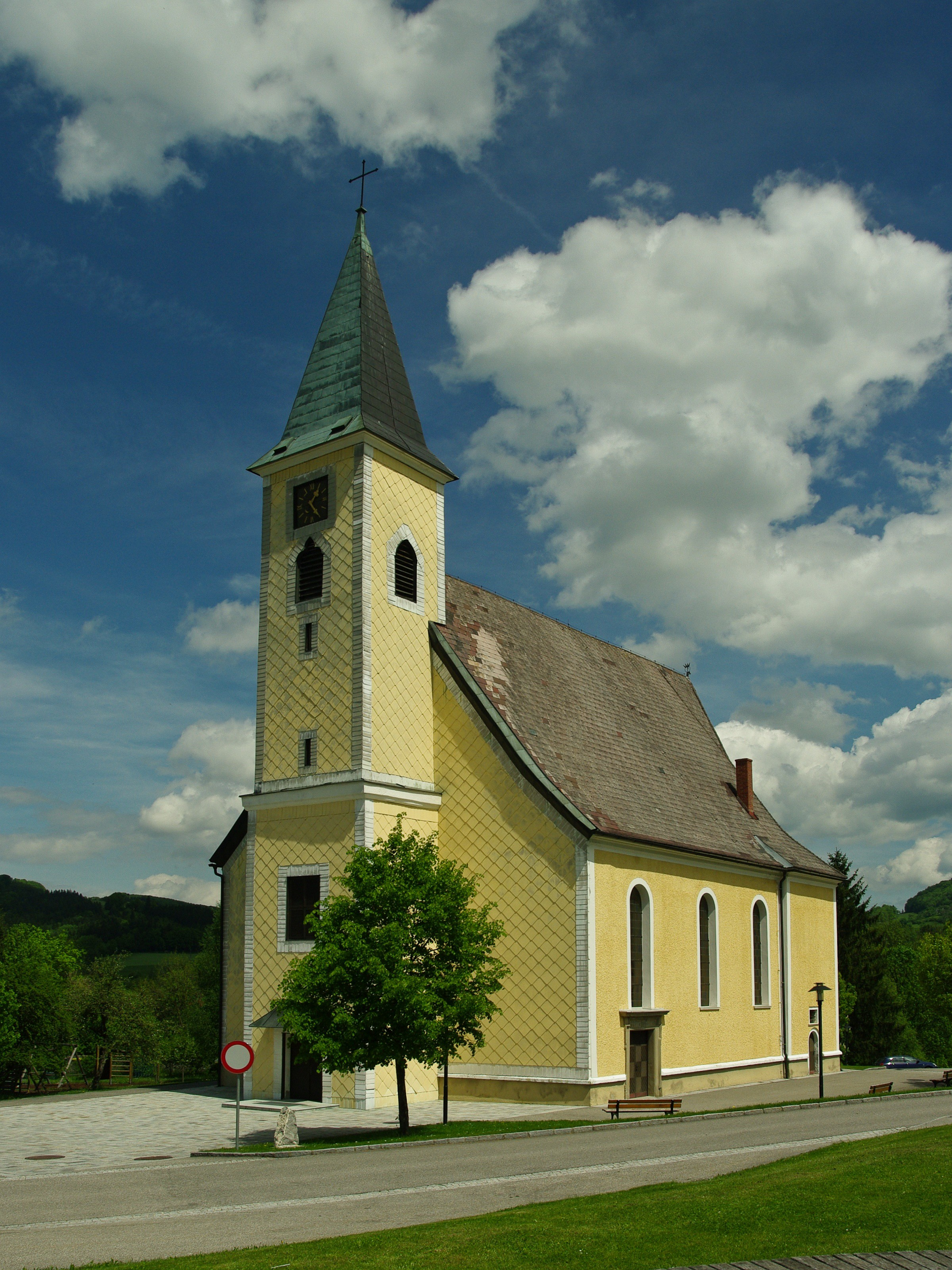
Katholische Pfarrkirche hl. Bartholomäus in Texing in Texingtal

Die römisch-katholische Pfarrkirche Texing steht etwas erhöht gelegen südlich etwas außerhalb der Ortschaft Texing der Gemeinde Texingtal im Bezirk Melk in Niederösterreich. Die dem Patrozinium des Heiligen Bartholomäus unterstellte Pfarrkirche gehört zum Dekanat Scheibbs in der Diözese St. Pölten. Die Kirche steht unter Denkmalschutz (Listeneintrag).

## Geschichte
Das Benefizium wurde von Isengrimm von Texing gegründet. Im Jahr 1200 wurde die Kirche von der Pfarrkirche St. Leonhard am Forst abgetrennt und ging 1332 als Stiftungsgut an die Kartause Gaming und wurde dort bis zur Aufhebung der Kartause 1782 als Vikariat geführt.
Die im Kern gotische dreischiffige Langhaus und der breite Chor wurden 1713/1317 durchgreifend barockisiert.

## Architektur
Das Langhaus und der eingezogene polygonale Chor stehen unter einem hohen einheitlichen Dach, mit hohen Rundbogenfenstern, die beiden östlichen seitlichen Langhausjoche wurden fluchtig beidseits des Chores vorgezogen. Der vorgestellte Westturm ist im Verhältnis zum Kirchenkörper schmächtig, er trägt einen Spitzhelm von 1824.
Das Kircheninnere hat ein dreischiffiges dreijochiges Langhaus, das Mittelschiff hat Kreuzrippengewölbe auf Konsolen aus dem Ende des 14. Jahrhunderts, die schmäleren Seitenschiffe haben barocke Kreuzgratgewölbe auf Pilastern. Die Empore im Westjoch des Mittelschiffes steht auf zwei hölzernen Ständern, in den Seitenschiffen ist die Empore bis zum zweiten Joch vorgezogen. Durch die allseitig weiten Öffnungen sind die schifftrennenden Wände zu Pfeilern reduziert. Der Triumphbogen ist spitzbogig. Der Chor ist etwas breiter als das Mittelschiff und in der Achse etwas nach Süden verschoben. An den Stellen der mittelalterlichen Rippen sind die Anläufe und Konsolen erhalten, das Gewölbe bildet ein barocker Stichkappenkranz. Im Westjoch des Chores befinden sich beidseits Oratoriumseinbauten mit vorschwingender hölzerner Brüstung analog der Westempore im Mittelschiff.

## Einrichtung
Die Einrichtung entstand einheitlich im frühen 18. Jahrhundert.
Der Hochaltar bildet ein dem breiten Chor angepasstes Säulenretabel mit einer Mittelädikula, Opfergangsportalen und einem reichen Aufsatz mit Engeln, Wolken und Strahlenkranz und einer Lichtinszenierung mit zwei Durchbrüchen. Der Hochaltar trägt eine Gruppe Heilige Dreifaltigkeit, ein Altarblatt Glorie des hl. Bartholomäus, die seitlichen Statuen der Heiligen Petrus, Andreas, Paulus, Thomas. Der reich verzierte Tabernakel hat Hermenvoluten, Engelsfiguren und die Figur Christus Salvator.
Die Orgel baute Max Jakob 1892 in einem gotisierenden Gehäuse. Eine Glocke nennt Ferdinand Vötterlechner 1757.